# Oscar Diesel
Oscar Enrique Diesel Junghanns (ur. 19 września 1961) – paragwajski lekkoatleta, olimpijczyk.

## Życiorys
Diesel wystąpił na Letnich Igrzyskach Olimpijskich 1984 w dwóch konkurencjach – skoku w dal i trójskoku. W obu uplasował się na 28. miejscu – w skoku w dal wyprzedził 2 sklasyfikowanych zawodników (6,78 m), natomiast w trójskoku osiągnął najsłabszy wynik (14,19 m). Zgłoszony był także do udziału w sztafetach 4 × 100 m i 4 × 400 m, jednak nie pojawił się na starcie żadnej z tych konkurencji.
W 1977 roku został wicemistrzem kontynentu juniorów młodszych w trójskoku (13,31 m).
Przez ponad 40 lat zajmował się branżą finansową. Przewodniczący paragwajskiego Banco Río i członek międzynarodowych organizacji takich jak Asociación de Bancos y Financieras (ABAFI) i Federación Latinoamericana de Bancos (FELABAN). Jest także członkiem Międzynarodowego Komitetu Olimpijskiego.
Rekordy życiowe: skok w dal – 7,23 m (1986); trójskok – 15,05 (1984).